# Mariella Voglreiter
Mariella Voglreiter (* 11. Dezember 1989 in Mittersill) ist eine ehemalige österreichische Skirennläuferin. Ihre besten Ergebnisse erzielte sie im Super-G und in der Abfahrt. Sie wohnt in Niedernsill und ist die Nichte des ehemaligen Skirennläufers Siegfried Voglreiter.

## Biografie
Voglreiter absolvierte ihre schulische Ausbildung an der Skihauptschule in Zell am See und an der Skihotelfachschule in Bad Hofgastein. Sie bestritt im Dezember 2004 ihre ersten FIS-Rennen und wurde im Jahr 2006 in den Nachwuchskader des Österreichischen Skiverbandes (ÖSV) aufgenommen. Nach mehreren Podestplätzen bei FIS-Rennen erreichte sie 2007 auch erstmals bei den Österreichischen Juniorenmeisterschaften (2. Platz im Riesenslalom) und den Österreichischen Meisterschaften (3. Platz im Super-G) das Podest.
Ab der Saison 2007/08 fuhr Voglreiter im Europacup. Das beste Ergebnis dieses Winter erzielte sie im November mit Platz 14 im zweiten Indoor-Slalom im alpincenter Bottrop. Sechs Wochen später gewann sie ihr erstes FIS-Rennen. Am Ende der nächsten Saison (2008/09) gelang ihr mit Platz drei im Super-G von Crans-Montana der erste Podestplatz im Europacup. Zuvor hatte sie bereits bei den Juniorenweltmeisterschaften 2009 in Garmisch-Partenkirchen auf sich aufmerksam gemacht, als sie hinter der Deutschen Viktoria Rebensburg die Silbermedaille im Super-G gewann.
Am 14. Jänner 2010 feierte Voglreiter in der Abfahrt von Caspoggio ihren ersten Europacupsieg. Daraufhin kam sie am 30. Jänner in der Abfahrt von St. Moritz zu ihrem Debüt im Weltcup, bei dem sie als 32. nur knapp die Punkteränge verpasste. Im Februar und März folgten zwei weitere Super-G-Siege im Europacup. Mit insgesamt fünf Podestplätzen in dieser Disziplin gewann sie in der Saison 2009/10 die Super-G-Wertung im Europacup, womit sie für den nächsten Winter einen Fixstartplatz im Weltcup bekam.
Am 5. Dezember 2010 gewann Voglreiter in ihrem fünften Weltcuprennen, dem Super-G in Lake Louise, als 25. erstmals Weltcuppunkte. Im Europacup gewann sie in der Saison 2010/11 mit einem Sieg und zwei zweiten Plätzen die Abfahrtswertung – punktegleich mit ihrer Teamkollegin Stefanie Moser. Am 2. Dezember 2011 fuhr Voglreiter in der Weltcupabfahrt von Lake Louise überraschend auf den fünften Platz. Zuvor war ihr bestes Weltcupergebnis ein 21. Platz gewesen. Ein annähernd gutes Resultat konnte sie danach nicht mehr erreichen. Im Jänner 2012 fuhr sie noch in drei Rennen knapp unter die besten 30, danach blieb sie bei weiteren Weltcupeinsätzen ohne Punkte. Ende Dezember 2012 gab Voglreiter ihren Rücktritt vom alpinen Skirennsport bekannt.

## Erfolge

### Juniorenweltmeisterschaften
- Garmisch-Partenkirchen 2009: 2. Super-G, 17. Abfahrt

### Weltcup
- 1 Platzierung unter den besten zehn

### Europacup
- Saison 2009/10: 4. Gesamtwertung, 1. Super-G-Wertung, 4. Abfahrtswertung
- Saison 2010/11: 1. Abfahrtswertung
- 10 Podestplätze, davon 4 Siege:

| Datum            | Ort       | Land       | Disziplin |
| ---------------- | --------- | ---------- | --------- |
| 14. Jänner 2010  | Caspoggio | Italien    | Abfahrt   |
| 18. Februar 2010 | Formigal  | Spanien    | Super-G   |
| 1. März 2010     | Auron     | Frankreich | Super-G   |
| 23. Februar 2011 | Sotschi   | Russland   | Abfahrt   |

### Weitere Erfolge
- 4 Siege in FIS-Rennen